# Thomomys townsendii
Thomomys townsendii és una espècie de mamífer rosegador de la família dels geòmids. És endèmic de l'oest dels Estats Units. Es tracta d'una espècie excavadora que s'alimenta principalment d'arrels, tubercles i vegetació de superfície. Els seus hàbitats naturals són els sòls profunds, humits, francs i alcalins a la part baixa dels biomes d'artemísies, així com els sòls profunds de valls fluvials o antics fons lacustres. És una espècie en risc mínim, és a dir, no sembla que hi hagi cap amenaça significativa per a la seva supervivència.
Fou anomenat en honor del naturalista, ornitòleg, escriptor i col·leccionista estatunidenc John Kirk Townsend.